# کرم‌آباد (پلدشت)
کرم‌آباد یا کریم‌آباد روستایی در دهستان گچلرات غربی بخش ارس شهرستان پلدشت استان آذربایجان غربی ایران است.

## جمعیت
بر پایه سرشماری عمومی نفوس و مسکن در سال ۱۳۹۵ جمعیت این روستا کمتر از ۳ خانوار بوده‌است.